# Чобану, Степан Иванович
Степа́н Ива́нович Чоба́ну (укр. Степан Іванович Чобану; 21 декабря 1963, Долинское, Одесская область — 28 февраля 2022, Кропивницкий) — подполковник Вооружённых сил Украины, участник российско-украинской войны, Герой Украины (2022).

## Биография
Степан Чобану родился 21 декабря 1963 года в селе Долинском, Одесской области, в семье рабочих.
В 1982 году начал службу в армии. Окончил Черниговское высшее военное авиационное училище лётчиков (1987). Один из немногих курсантов, завершивших обучение на боевом самолёте МиГ-23.
С 1987 года служил в 190-м истребительном авиационном полке в городе Кировограде на аэродроме Канатово.
В 1990 году прошёл переобучение на самолёт Су-27 и был направлен для дальнейшего прохождения службы в 831-й истребительный авиационный полк, дислоцированный в городе Миргороде.
С 1992 года в рядах Вооружённых сил Украины. Получил квалификацию «Военный лётчик 1 класса», его общий налёт составил более 1100 часов на самолётах Л-39, МиГ-23 (модификаций «М», «МЛ», «МЛД»), Су-27. Участник многих учений и исследований военной техники, участвовал в трёх военных парадах по случаю Дня Независимости Украины — пролетал над Крещатиком в 1996, 2001, 2008 годах.
В 2010 году вышел на пенсию, но в 2015 году решил вернуться в ряды ВСУ из-за конфликта на востоке Украины. Как один из опытнейших лётчиков украинских Воздушных сил, постоянно выполнял боевые дежурства в составе сил противовоздушной обороны.
24 февраля 2022 года вывел свой самолёт из-под ракетного удара в самом начале вторжения России на Украину. 28 февраля на самолёте Су-27 первым поднялся в воздух и вступил в воздушный бой над Кропивницким, отвлекая внимание на себя. Был сбит ракетами и погиб. Его действия обеспечили поднятие в воздух остальных самолётов части, выведение их из-под удара и перебазирование на резервный аэродром.
Похоронен с военными почестями на военном кладбище в Миргороде. В мае 2022 года улица Добровольского в Кропивницком была переименована в улицу Степана Чобану. В августе того же года Степану Чобану было присвоено звание «Почётный гражданин Миргорода»

## Семья
Осталась жена и двое сыновей.

## Награды
- звание «Герой Украины» с удостоением ордена «Золотая Звезда» (2022, посмертно) — за личное мужество и героизм, проявленные в защите государственного суверенитета и территориальной целостности Украины, верность военной присяге.